# 桂広繁
桂 広繁（かつら ひろしげ）は、戦国時代から江戸時代初期にかけての武将。毛利氏、小早川氏の家臣。官途名は民部大輔。桂元澄の五男。
兄に桂元延、桂元貞、桂元親、桂景信、弟に桂元盛、桂元時がいる。子は桂元依、桂繁次、桂元延、桂包政（鎮澄）、桂就繁、桂鎮繁。

## 生涯
天文10年（1541年）、毛利氏の重臣である桂元澄の五男として生まれる。幼名は「弁慶丸」。
永禄11年（1568年）7月26日、毛利元就と輝元から安芸国佐伯郡平良26町2段（分銭111貫250目）、同郡宮内村41町8段（分銭181貫150目）の地を給地として与えられた。
永禄12年（1569年）に父・元澄が死去した後は備中国に進出し、毛利元就の四男・穂井田元清の補佐役となった。
天正3年（1575年）12月18日、以前の元就からの知行宛行の約束に基づき、毛利輝元から備中国下道郡陶村200貫の地を与えられ、ますます穂井田元清の補佐に努めるよう伝えられる。
天正6年（1578年）12月、織田信忠が毛利方に寝返った荒木村重の属城である花隈城を攻撃しようとすると、淡路国に在陣していた乃美宗勝、広繁、有田範房らが援軍として花隈城に急行し籠城した。これに対し、織田信忠は花隈城を攻め落とし難いと判断し撤退した。
天正7年（1579年）、備前国の宇喜多直家が毛利氏を離反して織田氏に味方し、毛利方の備中忍山城を攻撃し占領した。この宇喜多氏の動きに対し、輝元は自ら吉田郡山城を出陣し、同年12月25日夜に忍山城を陥落させた。これによって宇喜多氏の勢力は備中国から駆逐され、輝元は美作国へと進軍する。備中国では備前国との国境防備の強化のために備中国賀陽郡の各城の防備が固められ、加茂城本丸に桂広繁、西の丸に上山元忠、東の丸に元備中石川氏家臣の生石治家、日幡城に毛利元就の娘婿の上原元将、松島城に小早川隆景の家臣である梨羽景運、庭瀬城に隆景家臣の兄・桂景信と井上豊後守がそれぞれ守りについた。
天正10年（1582年）、羽柴秀吉は備中国の諸城に調略を仕掛け、加茂城を守る広繁、上山元忠、生石治家のもとに蜂須賀正勝、生駒親正、堀尾吉晴を派遣して加茂城からの退城を勧告したが、三将はこれに応じなかった。その後も三将への調略は続けられ、広繁と上山元忠は断固として拒否したが、生石治家は調略に応じた。生石治家は元々備中石川氏の家臣で毛利氏家臣となって日が浅く、毛利氏に対する忠誠心が薄かったためと考えられている。
同年4月25日、秀吉に城攻めを委ねられた宇喜多忠家は林重真の守る備中冠山城に猛攻を加え、秀吉家臣の加藤清正が先駆けとなって冠山城を陥落させる。さらに5月2日には宮路山城も降した。宮路山城を降伏させた勢いに乗り、秀吉は加茂城攻撃を開始。加茂城の東の丸を守る生石治家は秀吉の調略に応じていたため、東の丸に秀吉の兵を引き入れた。生石治家は夜半に加茂城本丸の広繁のもとへ使者を送り、「近年毛利氏や小早川隆景のために働いてきたが未だに褒美が無く、先頃羽柴秀吉から懇意の儀があったため応じることとなった。桂広繁の命は保証して毛利軍の陣営に無事送り届け、人質の儀も望みの通りに進じ置くので、城を明け渡されたし」と退城を勧告した。この勧告に対し広繁の一族の桂右衛門尉が櫓に上って拒絶の意を返答し、東の丸へ鉄砲を撃ち掛けた。これによって戦闘が開始し、生石治家は秀吉を案内して丑の刻から申の刻にかけて、広繁の守る本丸と上山元忠の守る西の丸を激しく攻めたてた。広繁と上山元忠は協力して防戦に努め、村上新五右衛門尉や内藤新右衛門尉らが戦死したが屈せず、逆に敵兵数十人を討ち取って羽柴軍を撃退した。
天正11年（1583年）10月、吉川元春の三男である吉川経言（後の広家）と、元就の末子で小早川隆景の養子となった小早川元総（後の秀包）が人質として羽柴秀吉のもとに送られる際に、広繁は林長早・包次父子と共に小早川元総（秀包）に随行し、その家臣となった。
天正12年（1584年）、小牧・長久手の戦いに出陣する羽柴秀吉に従って秀包も出陣すると、広繁も秀包に従軍した。同年6月10日、秀吉が美濃竹ヶ鼻城を降した後に大坂城への帰路についたが、この時秀吉は広繁の従軍の功を賞して甲州碁石金300を与えている。
慶長5年（1600年）の関ヶ原の戦いでは、小早川秀包の出陣中の久留米城を守備していたが、10月14日に黒田如水、鍋島直茂率いる37,000の軍の攻撃を受けた。城中には広繁と白井景俊以下500の兵しか残っていなかった。必死の防戦で数日城は持ちこたえたが、両将は開城勧告に応じて城を明け渡した。秀包の娘のおさてが黒田家の人質に、広繁の四男・黒寿丸（後の桂包政）が鍋島家の人質とされ、秀包の正室桂姫や嫡男毛利元鎮らは長門国豊浦郡川棚へと移った。
関ヶ原の戦い後に秀包が改易され、慶長6年（1601年）3月22日に秀包が死去すると、長府藩を興した毛利秀元に仕えた。
慶長7年（1602年）12月13日、毛利秀元から心付けとして長門国豊西郡吉永庄50石の地を与えられる。
慶長9年（1604年）、毛利亀寿（後の毛利元宣）の家臣達が根来勢祐の口論について、天野元政や毛利元鎮の家臣達が合戦に及びそうになると、広繁が周防国山口に召し置かれて事態の収拾に尽力し、広繁が秀元の家老である西清房に宛てた書状に対して同年8月3日に秀元から労いの返信が送られている。
慶長11年（1606年）、現在の山口県下関市菊川町吉賀にある邸宅跡に桂氏の菩提寺である秋光山快友寺が建立された。
慶長12年（1607年）9月26日に死去。享年67。法名は「直信快友」。嫡男の桂元依が後を継いだ。